# Savournon
Savournon é uma comuna francesa na região administrativa da Provença-Alpes-Costa Azul, no departamento de Altos-Alpes. Estende-se por uma área de 39,23 km². Em 2010 a comuna tinha 263 habitantes (densidade: 6,7 hab./km²).